# Риека (Вишеград)
Риека (серб. Ријека / Rijeka) — село в общине Вишеград Республики Сербской Боснии и Герцеговины. Население составляет 33 человека по переписи 2013 года.